# Can't Stop the Feeling!
"Can't Stop the Feeling!" is een nummer van de Amerikaanse zanger Justin Timberlake voor de soundtrack van de film Trolls, die in november 2016 uitkwam. Het nummer zelf kwam uit op 6 mei 2016 en werd vanaf 10 mei 2016 op de Amerikaanse radiostations gedraaid. "Can't Stop the Feeling!" is geschreven door Timberlake, Max Martin en Shellback en ontving positieve beoordelingen van muziekcritici. Muziekcritici omschreven het nummer als een "funk-disconummer". Timberlake promootte het nummer voor het eerst tijdens de finale van het Eurovisiesongfestival 2016 in Stockholm in Zweden.

## Achtergrondinformatie
Het nummer kwam de Billboard Hot 100 binnen op de nummer-1 positie en werd daarmee zijn vijfde nummer-1 hit in de Verenigde Staten. In 25 andere landen behaalde het nummer een plek binnen de top-5. 

## Videoclip
De eerste videoclip die werd uitgebracht voor het nummer, genaamd "First Listen", zijn de stemacteurs van de film Trolls te zien, waaronder Anna Kendrick, James Corden, Gwen Stefani en Kunal Nayyar. Timberlake heeft bevestigd dat de officiële videoclip van het nummer geregisseerd is door Mark Romanek en is uitgebracht op 16 mei 2016.

## Hitnoteringen

### Nederlandse Top 40
| Hitnotering: 14-05-2016 t/m 22-10-2016 | Hitnotering: 14-05-2016 t/m 22-10-2016 | Hitnotering: 14-05-2016 t/m 22-10-2016 | Hitnotering: 14-05-2016 t/m 22-10-2016 | Hitnotering: 14-05-2016 t/m 22-10-2016 | Hitnotering: 14-05-2016 t/m 22-10-2016 | Hitnotering: 14-05-2016 t/m 22-10-2016 | Hitnotering: 14-05-2016 t/m 22-10-2016 | Hitnotering: 14-05-2016 t/m 22-10-2016 | Hitnotering: 14-05-2016 t/m 22-10-2016 | Hitnotering: 14-05-2016 t/m 22-10-2016 | Hitnotering: 14-05-2016 t/m 22-10-2016 | Hitnotering: 14-05-2016 t/m 22-10-2016 | Hitnotering: 14-05-2016 t/m 22-10-2016 |
| Week:                                  | 1                                      | 2                                      | 3                                      | 4                                      | 5                                      | 6                                      | 7                                      | 8                                      | 9                                      | 10                                     | 11                                     | 12                                     | 13                                     |
| -------------------------------------- | -------------------------------------- | -------------------------------------- | -------------------------------------- | -------------------------------------- | -------------------------------------- | -------------------------------------- | -------------------------------------- | -------------------------------------- | -------------------------------------- | -------------------------------------- | -------------------------------------- | -------------------------------------- | -------------------------------------- |
| Positie:                               | 26                                     | 10                                     | 2                                      | 2                                      | 1                                      | 1                                      | 1                                      | 1                                      | 1                                      | 1                                      | 1                                      | 1                                      | 3                                      |
| Week:                                  | 14                                     | 15                                     | 16                                     | 17                                     | 18                                     | 19                                     | 20                                     | 21                                     | 22                                     | 23                                     | 24                                     |                                        |                                        |
| Positie:                               | 3                                      | 3                                      | 6                                      | 8                                      | 10                                     | 15                                     | 22                                     | 26                                     | 27                                     | 36                                     | 38                                     | uit                                    |                                        |

### NederlandseSingle Top 100
| Hitnotering: (Week 1 t/m 40) 14-05-2016 t/m 11-02-2017 Hitnotering: (Week 41) 04-03-2017 | Hitnotering: (Week 1 t/m 40) 14-05-2016 t/m 11-02-2017 Hitnotering: (Week 41) 04-03-2017 | Hitnotering: (Week 1 t/m 40) 14-05-2016 t/m 11-02-2017 Hitnotering: (Week 41) 04-03-2017 | Hitnotering: (Week 1 t/m 40) 14-05-2016 t/m 11-02-2017 Hitnotering: (Week 41) 04-03-2017 | Hitnotering: (Week 1 t/m 40) 14-05-2016 t/m 11-02-2017 Hitnotering: (Week 41) 04-03-2017 | Hitnotering: (Week 1 t/m 40) 14-05-2016 t/m 11-02-2017 Hitnotering: (Week 41) 04-03-2017 | Hitnotering: (Week 1 t/m 40) 14-05-2016 t/m 11-02-2017 Hitnotering: (Week 41) 04-03-2017 | Hitnotering: (Week 1 t/m 40) 14-05-2016 t/m 11-02-2017 Hitnotering: (Week 41) 04-03-2017 | Hitnotering: (Week 1 t/m 40) 14-05-2016 t/m 11-02-2017 Hitnotering: (Week 41) 04-03-2017 | Hitnotering: (Week 1 t/m 40) 14-05-2016 t/m 11-02-2017 Hitnotering: (Week 41) 04-03-2017 | Hitnotering: (Week 1 t/m 40) 14-05-2016 t/m 11-02-2017 Hitnotering: (Week 41) 04-03-2017 | Hitnotering: (Week 1 t/m 40) 14-05-2016 t/m 11-02-2017 Hitnotering: (Week 41) 04-03-2017 | Hitnotering: (Week 1 t/m 40) 14-05-2016 t/m 11-02-2017 Hitnotering: (Week 41) 04-03-2017 | Hitnotering: (Week 1 t/m 40) 14-05-2016 t/m 11-02-2017 Hitnotering: (Week 41) 04-03-2017 | Hitnotering: (Week 1 t/m 40) 14-05-2016 t/m 11-02-2017 Hitnotering: (Week 41) 04-03-2017 | Hitnotering: (Week 1 t/m 40) 14-05-2016 t/m 11-02-2017 Hitnotering: (Week 41) 04-03-2017 | Hitnotering: (Week 1 t/m 40) 14-05-2016 t/m 11-02-2017 Hitnotering: (Week 41) 04-03-2017 | Hitnotering: (Week 1 t/m 40) 14-05-2016 t/m 11-02-2017 Hitnotering: (Week 41) 04-03-2017 | Hitnotering: (Week 1 t/m 40) 14-05-2016 t/m 11-02-2017 Hitnotering: (Week 41) 04-03-2017 | Hitnotering: (Week 1 t/m 40) 14-05-2016 t/m 11-02-2017 Hitnotering: (Week 41) 04-03-2017 | Hitnotering: (Week 1 t/m 40) 14-05-2016 t/m 11-02-2017 Hitnotering: (Week 41) 04-03-2017 |
| Week:                                                                                    | 1                                                                                        | 2                                                                                        | 3                                                                                        | 4                                                                                        | 5                                                                                        | 6                                                                                        | 7                                                                                        | 8                                                                                        | 9                                                                                        | 10                                                                                       | 11                                                                                       | 12                                                                                       | 13                                                                                       | 14                                                                                       | 15                                                                                       | 16                                                                                       | 17                                                                                       | 18                                                                                       | 19                                                                                       | 20                                                                                       |
| ---------------------------------------------------------------------------------------- | ---------------------------------------------------------------------------------------- | ---------------------------------------------------------------------------------------- | ---------------------------------------------------------------------------------------- | ---------------------------------------------------------------------------------------- | ---------------------------------------------------------------------------------------- | ---------------------------------------------------------------------------------------- | ---------------------------------------------------------------------------------------- | ---------------------------------------------------------------------------------------- | ---------------------------------------------------------------------------------------- | ---------------------------------------------------------------------------------------- | ---------------------------------------------------------------------------------------- | ---------------------------------------------------------------------------------------- | ---------------------------------------------------------------------------------------- | ---------------------------------------------------------------------------------------- | ---------------------------------------------------------------------------------------- | ---------------------------------------------------------------------------------------- | ---------------------------------------------------------------------------------------- | ---------------------------------------------------------------------------------------- | ---------------------------------------------------------------------------------------- | ---------------------------------------------------------------------------------------- |
| Positie:                                                                                 | 11                                                                                       | 2                                                                                        | 2                                                                                        | 2                                                                                        | 2                                                                                        | 2                                                                                        | 2                                                                                        | 2                                                                                        | 2                                                                                        | 2                                                                                        | 2                                                                                        | 3                                                                                        | 3                                                                                        | 5                                                                                        | 8                                                                                        | 9                                                                                        | 10                                                                                       | 14                                                                                       | 16                                                                                       | 23                                                                                       |
| Week:                                                                                    | 21                                                                                       | 22                                                                                       | 23                                                                                       | 24                                                                                       | 25                                                                                       | 26                                                                                       | 27                                                                                       | 28                                                                                       | 29                                                                                       | 30                                                                                       | 31                                                                                       | 32                                                                                       | 33                                                                                       | 34                                                                                       | 35                                                                                       | 36                                                                                       | 37                                                                                       | 38                                                                                       | 39                                                                                       | 40                                                                                       |
| Positie:                                                                                 | 27                                                                                       | 25                                                                                       | 30                                                                                       | 31                                                                                       | 35                                                                                       | 47                                                                                       | 46                                                                                       | 54                                                                                       | 52                                                                                       | 58                                                                                       | 60                                                                                       | 59                                                                                       | 65                                                                                       | 68                                                                                       | 36                                                                                       | 58                                                                                       | 63                                                                                       | 71                                                                                       | 85                                                                                       | 96                                                                                       |
| Week:                                                                                    |                                                                                          | 41                                                                                       |                                                                                          |                                                                                          |                                                                                          |                                                                                          |                                                                                          |                                                                                          |                                                                                          |                                                                                          |                                                                                          |                                                                                          |                                                                                          |                                                                                          |                                                                                          |                                                                                          |                                                                                          |                                                                                          |                                                                                          |                                                                                          |
| Positie:                                                                                 | uit                                                                                      | 96                                                                                       | uit                                                                                      |                                                                                          |                                                                                          |                                                                                          |                                                                                          |                                                                                          |                                                                                          |                                                                                          |                                                                                          |                                                                                          |                                                                                          |                                                                                          |                                                                                          |                                                                                          |                                                                                          |                                                                                          |                                                                                          |                                                                                          |

### NederlandseMega Top 50
| Hitnotering: 14-05-2016 t/m 04-02-2017 | Hitnotering: 14-05-2016 t/m 04-02-2017 | Hitnotering: 14-05-2016 t/m 04-02-2017 | Hitnotering: 14-05-2016 t/m 04-02-2017 | Hitnotering: 14-05-2016 t/m 04-02-2017 | Hitnotering: 14-05-2016 t/m 04-02-2017 | Hitnotering: 14-05-2016 t/m 04-02-2017 | Hitnotering: 14-05-2016 t/m 04-02-2017 | Hitnotering: 14-05-2016 t/m 04-02-2017 | Hitnotering: 14-05-2016 t/m 04-02-2017 | Hitnotering: 14-05-2016 t/m 04-02-2017 | Hitnotering: 14-05-2016 t/m 04-02-2017 | Hitnotering: 14-05-2016 t/m 04-02-2017 | Hitnotering: 14-05-2016 t/m 04-02-2017 | Hitnotering: 14-05-2016 t/m 04-02-2017 | Hitnotering: 14-05-2016 t/m 04-02-2017 | Hitnotering: 14-05-2016 t/m 04-02-2017 | Hitnotering: 14-05-2016 t/m 04-02-2017 | Hitnotering: 14-05-2016 t/m 04-02-2017 | Hitnotering: 14-05-2016 t/m 04-02-2017 | Hitnotering: 14-05-2016 t/m 04-02-2017 |
| Week:                                  | 1                                      | 2                                      | 3                                      | 4                                      | 5                                      | 6                                      | 7                                      | 8                                      | 9                                      | 10                                     | 11                                     | 12                                     | 13                                     | 14                                     | 15                                     | 16                                     | 17                                     | 18                                     | 19                                     | 20                                     |
| -------------------------------------- | -------------------------------------- | -------------------------------------- | -------------------------------------- | -------------------------------------- | -------------------------------------- | -------------------------------------- | -------------------------------------- | -------------------------------------- | -------------------------------------- | -------------------------------------- | -------------------------------------- | -------------------------------------- | -------------------------------------- | -------------------------------------- | -------------------------------------- | -------------------------------------- | -------------------------------------- | -------------------------------------- | -------------------------------------- | -------------------------------------- |
| Positie:                               | 7                                      | 1                                      | 1                                      | 1                                      | 1                                      | 1                                      | 1                                      | 1                                      | 1                                      | 1                                      | 2                                      | 2                                      | 2                                      | 4                                      | 3                                      | 5                                      | 6                                      | 11                                     | 11                                     | 14                                     |
| Week:                                  | 21                                     | 22                                     | 23                                     | 24                                     | 25                                     | 26                                     | 27                                     | 28                                     | 29                                     | 30                                     | 31                                     | 32                                     | 33                                     | 34                                     | 35                                     | 36                                     | 37                                     | 38                                     | 39                                     |                                        |
| Positie:                               | 18                                     | 22                                     | 22                                     | 20                                     | 23                                     | 24                                     | 29                                     | 29                                     | 29                                     | 29                                     | 29                                     | 35                                     | 36                                     | 25                                     | 24                                     | 48                                     | 48                                     | 48                                     | 50                                     | uit                                    |

### NPO Radio 2 Top 2000
| Nummer met noteringen in de NPO Radio 2 Top 2000 | '16 | '17 | '18 | '19 | '20 | '21 | '22  | '23  | '24  |
| ------------------------------------------------ | --- | --- | --- | --- | --- | --- | ---- | ---- | ---- |
| Can't Stop the Feeling!                          | 363 | 338 | 475 | 593 | 667 | 948 | 1157 | 1318 | 1439 |

1. ↑  Een vetgedrukt getal geeft de hoogste notering aan.
2. ↑  2016 was het eerste jaar met een notering voor dit nummer.

## Releasedata
| Land                | Releasedatum | Formaat        | Label |
| ------------------- | ------------ | -------------- | ----- |
| Verenigde Staten    | 6 mei 2016   | Muziekdownload | RCA   |
| Italië              | 6 mei 2016   | Radio          | Sony  |
| Verenigde Staten    | 10 mei 2016  | Radio          | RCA   |
| Duitsland           | 15 juli 2016 | Cd-single      | Sony  |
| Canada              | 29 juli 2016 | 12"            | Sony  |
| Duitsland           | 29 juli 2016 | 12"            | Sony  |
| Frankrijk           | 29 juli 2016 | 12"            | Sony  |
| Verenigd Koninkrijk | 29 juli 2016 | 12"            | RCA   |
| Verenigde Staten    | 29 juli 2016 | 12"            | RCA   |